# Physics and Astronomy Classification Scheme
Das Physics and Astronomy Classification Scheme (PACS) ist eine hierarchisch aufgebaute Klassifikation für die wissenschaftliche Literatur der Bereiche Physik und Astronomie, die vom American Institute of Physics (AIP) herausgegeben wurde und nicht mehr weiterentwickelt wird. Die letzte Version ist die Ausgabe PACS 2010. Sowohl „Physics and Astronomy Classification Scheme“ als auch „PACS“ sind eingetragene Warenzeichen des AIP.
PACS basiert auf der zuletzt 1991 vom International Council for Scientific and Technical Information (ICSTI) herausgegebenen, international abgestimmten Klassifikation International Classification Scheme for Physics. Neue PACS-Versionen wurden etwa alle zwei Jahre vom AIP herausgegeben.
PACS-Codes wurden in Physical Review seit 1975 benutzt, um Sachgebiete und Themen zu kennzeichnen. Die American Physical Society (APS), die Herausgeberin von Physical Review, und das American Institute of Physics (AIP) sind für die Ablösung von PACS getrennte Wege gegangen:
- AIP hat AIP Thesaurus, einen auf PACS aufbauenden Thesaurus, entwickelt.[5][6]
- APS hat PhySH – Physics Subject Headings, eine Facettenklassifikation, entwickelt.[7][8]

Für die Bedürfnisse der Astronomie wurde in internationaler Zusammenarbeit, darunter auch AIP, der Unified Astronomy Thesaurus entwickelt.

## Beispiel
Der PACS-Code 33.15.Ta (für „Mass spectra“) setzt sich folgendermaßen zusammen:
| 30.      | Atomic and Molecular Physics                       |
| 33.      | Molecular properties and interactions with photons |
| 33.15.−e | Properties of molecules                            |
| 33.15.Ta | Mass spectra                                       |

Die PACS-Hierarchie umfasst insgesamt bis zu 5 Ebenen.